# Igualada
Igualada è un comune spagnolo di 39 540 abitanti situato nella comunità autonoma della Catalogna, e capoluogo della comarca dell'Anoia.

## Amministrazione

### Gemellaggi
- Lecco, dal 1990
- Guimarães, dal 1995
- Aksakovo